# Detenció de Carles Puigdemont a Sardenya

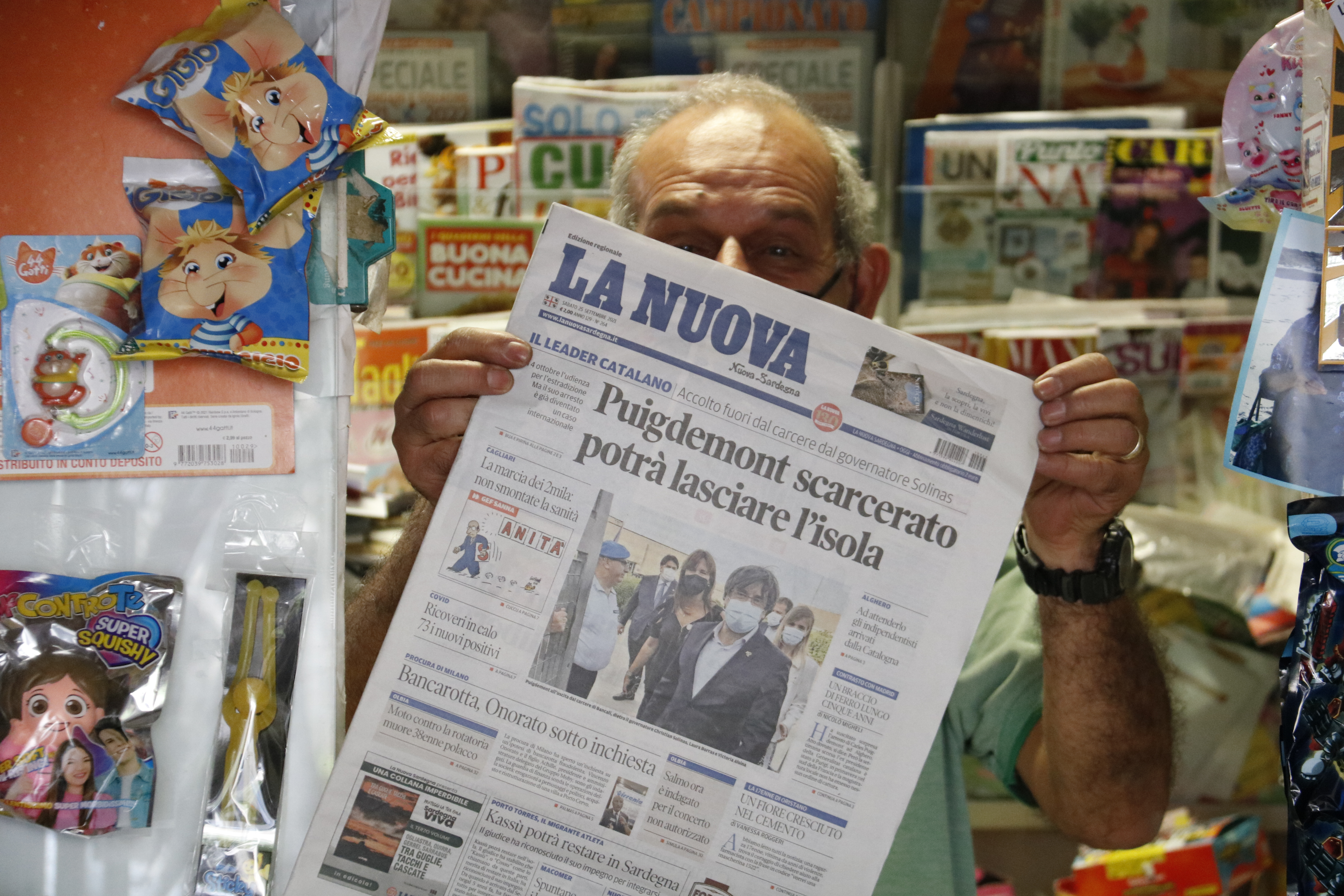
Un quiosquer alguerès ensenya un diari amb Puigdemont a la portada

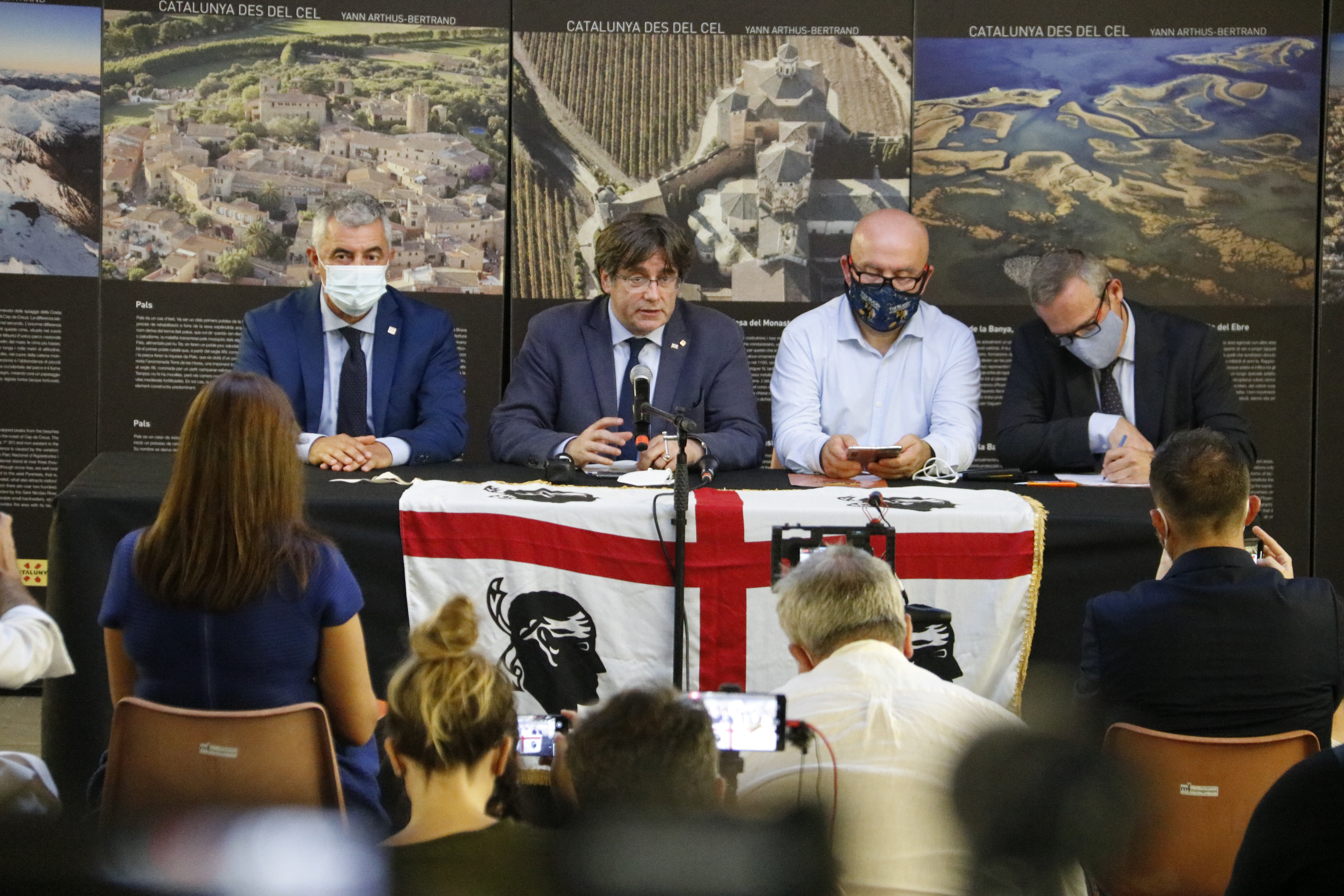
Roda de premsa a l'Alguer de Carles Puigdemont amb Gonzalo Boye.

El 23 de setembre de 2021, el president de la Generalitat de Catalunya a l'exili i actual eurodiputat català Carles Puigdemont fou detingut a l'aeroport de l’Alguer per la policia italiana tot just després de baixar de l’avió amb què viatjava des de Brussel·les. La detenció s'efectuà arran d'una euroordre del Tribunal Suprem espanyol emesa el 2019 i féu que l'exiliat polític passés la nit a la presó sarda de Bancari. El motiu del viatge era reunir-se amb autoritats alguereses i independentistes sardes i alhora assistir a l'Aplec internacional d'Adifolk que va tenir lloc a la "Barceloneta de Sardenya" entre el 24 i 26 de setembre.
L'anunci de l'arrest propicià que el president Puigdemont tornés a recuperar un protagonisme destacat i se situés al centre de l'escenari mediàtic i polític català. Passà a la nit a la presó i el dia següent el jutge, seguint la posició de la fiscalia italiana, el va posar en llibertat sense cap mesura cauteral i que només haurien d'assistir presencialment a la vista oral prevista el 4 d'octubre al tribunal de Sàsser, juntament amb Gonzalo Boye. El 3 d'octubre van arribar a l'aeroport de l'Alguer Carles Puigdemont i Toni Comín en un vol directe des de Brussel·les, mentre que Clara Ponsatí ho havia fet el dia anterior, sense cap problema al control de passatgers.
Anteriorment, el jutge espanyol Pablo Llarena havia fet arribar documentació al tribunal insistint amb que l'euro-ordre seguia activa. Itàlia va comunicar a Espanya que no detindria als consellers Toni Comín i Clara Ponsatí, que estava previst que l'acompanyessin en la compareixença.
Finalment, el dia 4 d'octubre, després de prendre declaració durant dues hores al president a l'exili Carles Puigdemont, el tribunal d'apel·lació de Sàsser va dictaminar posar en suspens sine die el procediment d'extradició a l'espera de la resolució del TGUE, que és la posició que havia exposat la defensa, i a la que també s'hi va sumar la fiscalia italiana. Tampoc no va permetre al partit ultradretà Vox participar en la vista, que havia fet tot un desplegament mediàtic a l'entorn del cas.

## Context
A finals de juliol de 2021, el Tribunal General de la Unió Europea (TGUE) va decidir mantenir la retirada de la immunitat parlamentària de l'eurodiputat català pel Parlament Europeu en considerar que no hi havia risc de detenció, ja que les euroordres que pesaven contra ell estaven suspeses.

## Cronologia dels fets
El 23 de setembre de 2021, després d'enlairar-se a les 19h19 de Brussel·les a bord del vol FR6732 de la companyia Ryanair, el president de la Generalitat de Catalunya a l'exili i actual eurodiputat català Carles Puigdemont fou detingut a l'aeroport de l’Alguer unes hores després, just després de baixar de l’avió amb què viatjava arran d'una euroordre del Tribunal Suprem espanyol emesa el 2019. El motiu del viatge era reunir-se amb autoritats alguereses i independentistes sardes, coincidint amb la seva assistència al 33è Aplec d'Adifolk que aquest any, ajornat des del 2020, acollia la localitat sarda. Després de passar una estona a la comissaria de l'aeroport va ser traslladat a la presó de Bancari (Sàsser) on passà la nit.
L'endemà, assessorat per l'advocat sassarès especialista de dret penal Agostinangelo Marras, es va posar a disposició judicial de la Cort d’Apel·lació de Sàsser i el fiscal italià es va aferrar completament a les decisions del TGUE i, per tant, no ha demanat cap mesura cautelar. La resolució de la magistrada Plinia Azzena va seguir en la mateixa línia que la del fiscal i va decretar la sortida de la presó de Carles Puigdemont en el mateix dia. Nogensmenys, l'únic requisit és que haurà de comparèixer el 4 d'octubre davant de la jutge sarda, la qual cosa significa que fins aleshores podrà moure's lliurement pel continent.
Mitjançant la seva primera piulada, a les 6h23 del vespre després de sortir de la presó, etzibà: «En llibertat! La decisió del TGUE és claríssima, i avui s'ha vist fins i tot la posició de la fiscalia, però Espanya no perd mai l’oportunitat de fer el ridícul».

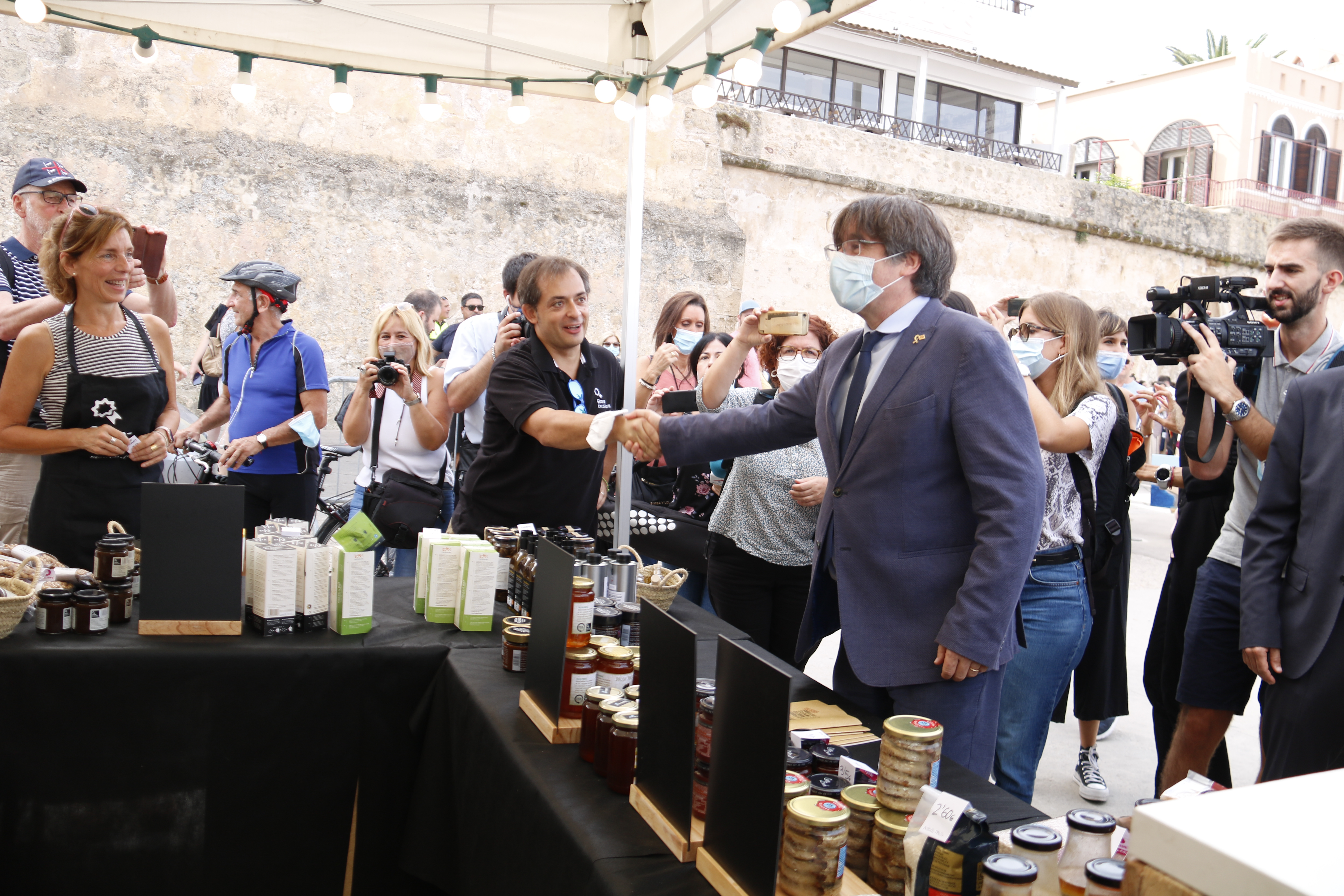
Carles Puigdemont saludant durant un bany de multitud a l'Alguer el dia 25 de setembre

El dia 25 de setembre, al voltant de les 7 del vespre, Carles Puigdemont va fer una roda de premsa, acompanyat del seu advocat, Gonzalo Boye, el síndic de l'Alguer, Mario Conoci i del cap de l'oficina del President, Josep Lluís Alay. Conoci, que va obrir el parlament, declarà aleshores: "L'aliberament de Puigdemont ha estat el missatge més bell que es podia donar a Europa i a Espanya que ha mirat d'arruinar la festa de la cultura catalana que afortunadament hem reixit a salvar" afegint també "Ningú no hauria esperat l'arrest. Per a nosaltres ha estat un gran desplaer assabentar-nos de la notícia, hem seguit l'afer pas a pas". Després, durant el seu torn de paraula Puigdemont va agrair l'escalf que li havien oferit les autoritats de l'illa, i va confirmar la seva declaració el dia 4 d'octubre davant del tribunal. El mateix dia al matí es va reunir també amb el president de Sardenya, Christian Solinas, i a la tarda, amb el president de la Generalitat Pere Aragonès a la delegació a l’Ofici del govern a l’Alguer. En la trobada, també han participat el vicepresident, Jordi Puigneró, la consellera Victòria Alsina i el cap de l’Ofici, Gustau Navarro.
El dilluns 27 de setembre va viatjar a Brussel·les procedent de Roma per assistir al Parlament Europeu i reprendre la normalitat. El mateix dia el diari Vilaweb publicava en exclusiva un article contrastat en el que assegurava que agents italians vinguts de Càller i Roma de la Divisió d'Operacions Especials del ministeri d’Interior italià eren a l'aeroport de l’Alguer, "fet que fa impossible la versió segons la qual simplement es va activar una alerta en el moment que Puigdemont va embarcar dijous al vespre a l’aeroport de Brussel·les amb destinació a l’Alguer", s'hi assegura, i s'hi deixa entreveure una necessària col·laboració amb la policia i govern espanyols. El mateix dia, dos senadors italians membres del Partit Democràtic italià, Roberto Rampi i Gianni Marilotti, van fer un comunicat reivindicant la necessitat de protegir el dret d'expressió dels pobles i de llurs representants davant l’Assemblea Parlamentària del Consell d’Europa tot demanant d’acordar accions concretes.
El 30 de setembre, amb la vista posada en la compareixença que Carles Puigdemont té pendent el dia 4 d'octubre amb la jutge de Sàsser, el jutge espanyol Pablo Llarena va tornar a insistir a demanar a les autoritats judicials italianes l'extradició del president de la Generalitat de Catalunya a l'exili, adduint que l'euroordre continuava vigent, és a dir, els mateixos arguments amb els quals Carles Puigdemont ja fou ràpidament posat en llibertat sense cap mesura cautelar l'endemà mateix de ser detingut a l'aeroport de l'Alguer.
Per tal d'evitar en el futur que es repetissin aquestes situacions, l'1 d'octubre de 2021 el president de la Generalitat a l'exili va presentar una sol·licitud de mesures cautelars davant del Tribunal General de la Unió Europea (TGUE), tot i que en no ser una petició de 'cautelaríssimes' no tindria resposta fins setmanes després i, per tant, aquesta petició no tindria cap incidència en la declaració davant del tribunal de Sàsser del 4 d'octubre següent si es donés el cas. Es va especular inicialment que podria ser un moviment per obligar l'Advocacia de l’Estat espanyol a posicionar-se novament, després que hagués sortit a la llum la discrepància entre aquest òrgan que depèn del govern i el Tribunal Suprem. Nogensmenys, el mateix dia i tot just unes poques hores després, el TGUE va donar un termini de 15 dies (15 d'octubre) al Parlament Europeu perquè presentés les seves observacions amb relació a aquesta demanda de mesures cautelars del president de la Generalitat a l'exili, per tal que es posicionés de nou després que un dels seus membres hagués estat detingut quan, des de la seu del Parlament a Luxemburg, se li havia assegurat que aquest risc no existia.
Per la seva banda, el 2 d'octubre Itàlia va comunicar oficialment a Espanya que tampoc no detindria els consellers Toni Comín i Clara Ponsatí en el cas que hi viatgessin, en el marc del sistema SIRENE, que és la base de dades policial europea on s'hi identifiquen les persones en crida i cerca per part d'un o més estats, i serveix de referència per a qualsevol estament policial i seguretat per procedir o no a fer-ne els arrestos. Això implica que passaven a trobar-se en la mateixa situació d'empara a Itàlia que el president a l'exili Carles Puigdemont, arran de la decisió adoptada el 24 de setembre pel tribunal de Sàsser.
L'endemà van arribar a l'aeroport de l'Alguer Carles Puigdemont i Toni Comín en un vol directe des de Brussel·les, mentre que Clara Ponsatí ho havia fet el dia anterior, sense cap problema al control de passatgers. En la seva compareixença davant el Tribunal d'Apel·lació de Sàsser, el president s'hi trobarà a la bancada de l'acusació el partit espanyol d'ultradreta Vox.
Finalment, el dia 4 d'octubre, després de prendre declaració durant dues hores a Carles Puigdemont, el tribunal d'apel·lació de Sàsser va dictaminar posar en suspens sine die el procediment d'extradició a l'espera de la resolució del TGUE, que és la posició que havia exposat la defensa, i a la que també s'hi va sumar la fiscalia italiana. Els intents addicionals del mateix dia del jutge Llarena també van resultat infructuosos, fins al punt que va arribar a demanar l'arrest de Clara Ponsatí i Toni Comín, atès que "havia vist pels mitjans que es trobaven a l'illa" El tribunal també va apartar del procediment al partit d'ultradreta espanyol Vox en no considerar-lo part en la causa. Tot i així, el 23 d'octubre, el partit va recórrer la decisió presentant un recurs de cassació a la Cort d'Apel·lació de Sàsser.

## Reaccions
La detenció de Carles Puigdemont va generar una onada de crítiques des del sobiranisme català, l'independentisme sard i altres polítics europeus com el cors Jean-Guy Talamoni, i els alemanys Martin Schirdewan o Andrej Hunko. L'endemà de l'encarcerament, es van produir diverses mobilitzacions en suport a Puigdemont a Barcelona, davant del consolat italià, a Girona, a Perpinyà, a Sàsser (Sardenya) davant del Tribunal d'Apel·lació i a Brussel·les, davant del Parlament Europeu. La detenció sobtada no només va provocar un ressò mediàtic en la premsa catalana, sinó també en la premsa mundial, en especial l'espanyola i italiana. Una de les conseqüències col·laterals de tots aquests esdeveniments va ser que, com ho comentà uns quants dies després l'ex-síndic de l'Alguer i famós activista catalanista Carlo Sechi, "S'ha tornat a posar l’Alguer al mapa com a ciutat catalana de Sardenya".
Aquesta llista comprèn algunes de les reaccions dels governs i institucions a la detenció de Carles Puigdemont.
- El síndic de l'Alguer, Mario Conoci, que tenia previst una trobada institucional amb en Puigdemont i la consellera d’Exteriors, Victòria Alsina, va expressar el seu suport amb el president a TV3 i va declarar que «les manifestacions pacífiques per l’autodeterminació no poden comportar respostes judicials». A més, Conoci va afegir que «tant de bo Carles Puigdemont pugui participar [en] l'Aplec pel que havia vingut a la Sardenya».[36]

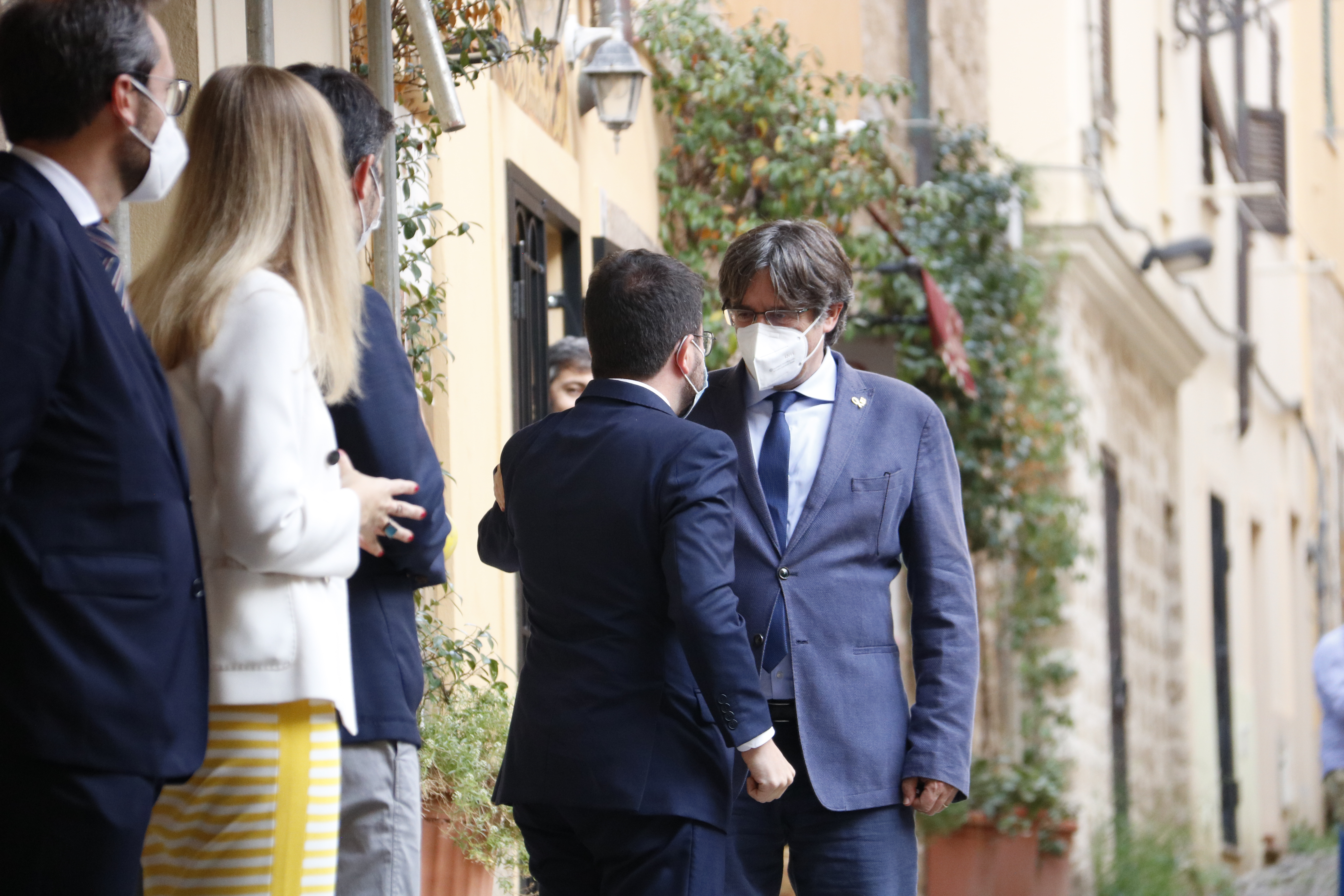
Pere Aragonès saluda Carles Puigdemont a l'Alguer poc temps després de la seva detenció

- Aragó: El president del govern aragonès, el socialista Javier Lambán, va manifestar una "grandíssima alegria" quan es va assabentar de la detenció de Puigdemont.[37]
- Catalunya: El president de la Generalitat, Pere Aragonès, tot donant suport a Puigdemont, ha exigit la seva llibertat i va assegurar que «l'estat espanyol ha enganyat el tribunal europeu i s'ha demostrat que el sistema judicial espanyol és anacrònic i només busca venjança». L'endemà de la detenció, va viatjar a Sardenya per fer-li costat.[38] La presidenta del Parlament Laura Borràs, va manifestar, en el moment de la detenció, «perplexitat per l'actuació de la República italiana» perquè «contravé la decisió del Tribunal General de la Unió Europea» i va donar tot el seu suport a Puigdemont. També es va traslladar a Sardenya després d'haver participat en una manifestació a favor de l'alliberament de Puigdemont a Barcelona.[39]
- Comunitat de Madrid: La presidenta de la comunitat autònoma espanyola, Isabel Díaz Ayuso, va celebrar la seva detenció i esperava que fos jutjat i «aviat».[38]
- Consell d'Europa: Una iniciativa de 21 membres de l'Assemblea Parlamentària del Consell d'Europa de tretze països i de totes ideologies van reclamar la retirada de les euroordres contra els exiliats i l’obertura d’una negociació política activa per a garantir una solució pacífica del conflicte català.[40][41]
- Espanya: El president del govern, Pedro Sánchez, va reivindicar el «diàleg» amb Catalunya tot i que al mateix temps va expressar que hi hagués «respecte a tots els procediments judicials que s'obrin a Espanya, Europa o Itàlia».[38]
- Galícia: El president de la Xunta, el popular Alberto Núñez Feijóo va qualificar l'arrest del president exiliat de "bona notícia" tot afegint que "ningú no pot saltar-se la justícia".[42]
- Itàlia: El Ministeri de Justícia nega cap paper institucional en la detenció de Puigdemont. El subsecretari d'Afers Europeus, Enzo Amendola, va negar posicionar-se abans de saber la resolució de la jutge, però assegura que «no és un tema polític ni bilateral amb Espanya».[43][44]
- Sardenya: Els tres partits independentistes sards; Indipendèntzia Repùbrica de Sardigna (iRS), Progetu Repùblica de Sardigna (ProgReS) i Torra van liderar les protestes de l'endemà de la detenció davant del Tribunal d'Apel·lació de Sàsser i van reclamar el seu alliberament immediat del president i van afirmar la seva solidaritat amb el procés d'independència catalana.[45][46] A més, el president de la regió autònoma de Sardenya, Christian Solinas, i el president del parlament sard, Michele Pais, van expressar el suport a Puigdemont i el van acompanyar durant la seva sortida de la presó de Sàsser. Després, les dues autoritats van mostrar la seva satisfacció amb el seu alliberament i Michele Pais va afirmar que és un «problema polític que s'ha de resoldre políticament».[45]
- Unió Europea: El 24 de setembre, després de l'arrest de l'eurodiputat català la Comissió Europea no va voler pronunciar-se sobre l'esdeveniment. El portaveu de Justícia de l'Executiu de la Comissió Europea, Christian Wigand, va afirmar durant una roda de premsa a Brussel·les, que "s'ha de respectar la independència de les autoritats judicials".[47]